# Deerhunter
Deerhunter ist eine US-amerikanische Indie-Rock-Band aus Atlanta, Georgia, bestehend aus Bradford Cox (Gesang, Gitarre), Lockett Pundt (Gitarre), Josh McKay (Bass) und Moses Archuleta (Schlagzeug). Die Band veröffentlichte seit ihrer Gründung 2001 sechs Alben und zwei EPs.

## Geschichte
Die Band wurde 2001 von Bradford Cox und Moses Archuleta gegründet. Wenig später schloss sich Colin Mee als Gitarrist an. Nach dem Tod ihres ersten Bassisten Justin Bosworth 2004 nahm Joshua Fauver dessen Position ein. 2005 veröffentlichten sie ihr Debüt-Album Turn It Up Faggot. Anschließend stieß Lockett Pundt, ein High-School-Freund von Cox zur Band hinzu. Es folgten 2007 die Veröffentlichungen des zweiten Albums Cryptograms und der EP Fluorescent Grey, bevor Mitte des Jahres Colin Mee aufgrund von bandinternen Streitigkeiten aus der Band ausstieg. Nach ausgedehnter Tour wurde im Herbst 2008 das dritte Album Microcastle in Form eines Doppelalbums mit der CD Weird Era Cont. veröffentlicht. Nach einer erneuten Tour folgte 2009 die EP Rainwater Cassette Exchange, bevor schließlich 2010 ihr viertes Album Halcyon Digest erschien. Das Album Why Hasn’t Everything Already Disappeared? (2019) erinnere mit seinem Sixties-Sound an The Kinks Are the Village Green Preservation Society und klinge wie „Fußnoten zu Jean Baudrillard“, schrieb Alessandro Topa.

## Diskografie

### Studioalben
| Jahr | Titel                                      | Höchstplatzierung, Gesamtwochen, AuszeichnungChartplatzierungen (Jahr, Titel, Platzierungen, Wochen, Auszeichnungen, Anmerkungen) | Höchstplatzierung, Gesamtwochen, AuszeichnungChartplatzierungen (Jahr, Titel, Platzierungen, Wochen, Auszeichnungen, Anmerkungen) | Höchstplatzierung, Gesamtwochen, AuszeichnungChartplatzierungen (Jahr, Titel, Platzierungen, Wochen, Auszeichnungen, Anmerkungen) | Anmerkungen                              |
| Jahr | Titel                                      | CH | UK | US | Anmerkungen                              |
| ---- | ------------------------------------------ | --- | --- | --- | ---------------------------------------- |
| 2008 | Microcastle                                | — | — | US123 (2 Wo.)US | Erstveröffentlichung: 19. August 2008    |
| 2010 | Halcyon Digest                             | — | UK79 (1 Wo.)UK | US37 (7 Wo.)US | Erstveröffentlichung: 28. September 2010 |
| 2013 | Monomania                                  | — | UK71 (1 Wo.)UK | US41 (3 Wo.)US | Erstveröffentlichung: 7. Mai 2013        |
| 2015 | Fading Frontier                            | — | UK53 (1 Wo.)UK | US72 (1 Wo.)US | Erstveröffentlichung: 16. Oktober 2015   |
| 2019 | Why Hasn’t Everything Already Disappeared? | CH43 (1 Wo.)CH | UK89 (1 Wo.)UK | US192 (1 Wo.)US | Erstveröffentlichung: 18. Januar 2019    |

Weitere Veröffentlichungen:
- 2005: Turn It Up Faggot
- 2007: Cryptograms
- 2007: Fluorescent Grey
- 2008: Weird Era Cont.
- 2009: Rainwater Cassette Exchange

## Sonstiges
Bradford Cox und Lockett Pundt unterhalten jeweils noch Soloprojekte unter dem Namen Atlas Sound bzw. Lotus Plaza.